# Typhlonesticus santinellii
Espèce
Typhlonesticus santinellii est une espèce d'araignées aranéomorphes de la famille des Nesticidae.

## Distribution
Cette espèce est endémique en Lombardie en Italie,. Elle se rencontre dans des grottes à Oneta et Monasterolo del Castello.

## Description
Le mâle holotype mesure 3,26 mm et la femelle paratype 3,52 mm.

## Systématique et taxinomie
Cette espèce a été décrite par Isaia et Ribera en 2023.

## Étymologie
Cette espèce est nommée en l'honneur de Roberto Santinelli. 

## Publication originale
- Isaia, Nicolosi, Infuso & Ribera, 2023 : « Two new subterranean Typhlonesticus (Araneae: Nesticidae) from the Alps with notes on their ecology, distribution and conservation. » Arthropod Systematics & Phylogeny, vol. 81, p. 801-818 (texte intégral).